# منطقة جيوتشاي قو
منطقة جيوتشاي قو، تقع في محافظة نانبينغ ذاتية الحكم لقومية التبت بولاية آبا التابعة لمقاطعة سيتشوان تم إدراجها في قائمة التراث العالمي: ديسمبر عام  1992.

## الموقع
تقع منطقة جيوتشاي قو في محافظة نانبينغ ذاتية الحكم لقومية التبت بولاية آبا التابعة لمقاطعة سيتشوان، وتسمى بـ«جيوتشاي قو» بسبب أن تسع قرى من قومية التبت تقع في هذه القطعة من الجبال الشاهقة والبحيرات. تمتد منطقة جيوتشايقو على 72000 هكتار، حيث تغطي الغابات البدائية أكثر من نصف مساحتها، والأنواع النباتية متعددة يصل عددها إلى أكثر من ألفي نوع. كما تعيش فيها العديد من الحيوانات البرية، بما في ذلك 170 نوعا من الحيوانات الفقرية و141 نوعا من الطيور. تمتاز منطقة جيوتشايقو بمشاهد المياه النادرة والملامح الطبوغرافية من الأنواع المختلفة والآثار الجليدية المحفوظة جيدا وبنك الجينات للموارد البيولوجية الوافرة، لذلك، يطلق عليها الشرقيون «فردوس الدنيا»، ويطلق عليها الغربيون «عالم الحكايات».